# Eparchia moskiewska obwodowa
Eparchia moskiewska obwodowa, ros. Московская епархия (областная) – historyczna eparchia Rosyjskiego Kościoła Prawosławnego. Jej ostatnim ordynariuszem był metropolita kruticki i kołomieński Juwenaliusz (Pojarkow), który rezydował w Monasterze Nowodziewiczym w Moskwie. Funkcję katedry pełniła cerkiew Zaśnięcia Matki Bożej w Monasterze Nowodziewiczym w Moskwie.

## Historia[2]
Eparchia moskiewska obwodowa, znana również jako metropolia kruticka, była kontynuatorką tradycji eparchii sarajskiej, a następnie sarskiej i podońskiej. Biskupi sarajscy rezydowali od 1261 w Saraju, sprawując opiekę duchową nad ruskimi jeńcami w niewoli tatarskiej oraz przybywającymi do Ordy. Biskupstwo odgrywało znaczącą rolę w kontaktach dyplomatycznych między Ordą a Księstwem Moskiewskim.
Nazwę eparchii zmieniono oficjalnie na sarską i podońską między r. 1459 a 1461, jednak tytuł taki używany był przez biskupów sarajskich już w XIV w. Biskupi sarscy i podońscy byli od drugiej połowy XIV w. najbliższymi współpracownikami metropolity moskiewskiego. Po ustanowieniu w 1589 Patriarchatu Moskiewskiego biskupi sarscy i podońscy przybrali tytuł metropolitów krutickich; stara nazwa równolegle pozostawała w użyciu. Metropolita kruticki nadal był najbliższym współpracownikiem patriarchy. Metropolia została zlikwidowana w 1788. Restytuował ją w 1918 patriarcha moskiewski i całej Rusi Tichon. Od 1945 do końca działalności eparchii metropolita kruticki był stałym członkiem Świętego Synodu. Jego zadaniem według statutu wewnętrznego Cerkwi było wspieranie Patriarchy Moskiewskiego i całej Rusi w zarządzaniu eparchią moskiewską, podlegały mu struktury poza miastem Moskwa (w samym mieście działa eparchia moskiewska miejska).
Postanowieniem Świętego Synodu z 13 kwietnia 2021 r., w miejsce eparchii moskiewskiej obwodowej utworzono metropolię moskiewską, którą podzielono na pięć eparchii: bałaszyską, kołomieńską, odincowską, podolską i siergijewoposadzką.

## Statystyki[2]
Według danych z grudnia 2014 w eparchii funkcjonowało 1126 parafii w 48 dekanatach:
- dekanat bałaszyski
- dekanat bogorodski
- dekanat bronnicki
- dekanat chimkowski
- dekanat czechowski
- dekanat dmitrowski
- dekanat dołgoprudnieński
- dekanat domodiedowski
- dekanat dubnieńsko-tałdomski
- dekanat istriński
- dekanat iwantiejewski
- dekanat jegorjewski
- dekanat kaszyrski
- dekanat kliński
- dekanat kołomieński
- dekanat krasnogorski
- dekanat likino-dulowski
- dekanat lubieriecki
- dekanat łosino-pietrowski
- dekanat łotoszyński
- dekanat łuchowicki
- dekanat maliński
- dekanat możajski
- dekanat mytiszczański
- dekanat naro-fomiński
- dekanat odincowski
- dekanat oriechowo-zujewski
- dekanat oziorski
- dekanat pawłowskoposadzki
- dekanat podolski
- dekanat puszkiński
- dekanat ramieński
- dekanat rogaczowski
- dekanat ruzski
- dekanat siergijewoposadzki
- dekanat sieriebrianoprudzki
- dekanat sierpuchowski
- dekanat sołniecznogorski
- dekanat stupiński
- dekanat szachowski
- dekanat szaturski
- dekanat szczołkowski
- dekanat widnowski
- dekanat wołokołamski
- dekanat woskriesieński
- dekanat zarajski
- dekanat zwienigorodzki
- dekanat żukowski

W wyżej wymienionych dekanatach oraz w 24 klasztorach służyło 1430 kapłanów i 110 diakonów. Kandydaci do służby w eparchii kształcili się w seminarium duchownym w Kołomnie.

## Monastery[3]
Eparchii podlegały następujące klasztory:

### Męskie
- Bierłukowska Pustelnia św. Mikołaja
- Monaster św. Katarzyny w Widnym
- Monaster Świętych Borysa i Gleba w Dmitrowie
- Starogołutwiński Monaster Objawienia Pańskiego w Kołomnie
- Guslicki Monaster Przemienienia Pańskiego
- Monaster św. Mikołaja Piesznoskiego
- Pustelnia Wniebowstąpienia św. Dawida
- Monaster Opieki Matki Bożej i św. Bazylego w Pawłowskim Posadzie
- Monaster św. Mikołaja w Radowicach
- Monaster Wysocki
- Monaster Narodzenia Matki Bożej w Starym Bobrieniewie
- Łużecki Monaster Narodzenia Matki Bożej i św. Teraponta w Możajsku

### Żeńskie
- Skit św. Serafina z Sarowa i Ikony Matki Bożej „Znak” w Bitiagowie
- Monaster Przemienienia Pańskiego i Złożenia Szaty Matki Bożej w Blachernie w Diedieniewie
- Monaster Trójcy Świętej i św. Marii w Jegorjewsku
- Brusieński Monaster Zaśnięcia Matki Bożej w Kołomnie
- Nowogołutwiński Monaster Trójcy Świętej w Kołomnie
- Monaster Zaśnięcia Matki Bożej w Kołockim
- Monaster Kazańskiej Ikony Matki Bożej w Kołyczewie
- Monaster św. Aleksandra Newskiego w Makłakowie
- Monaster Nowodziewiczy w Moskwie
- Borodiński Monaster Przemienienia Pańskiego w Siemionowskim
- Monaster Władyczny Wprowadzenia Bogurodzicy do Świątyni w Sierpuchowie
- Biełolesocki Monaster Trójcy Świętej w Stupinie